# Barnstedt
Barnstedt là một đô thị của huyện Lüneburg, bang Niedersachsen, Đức. Đô thị này có diện tích 19,71 km².